# The Grand Opening (musikgrupp)
The Grand Opening är ett svenskt indieband från Ånge som bildades 1999. Bandet ligger på tyska skivbolaget Tapete Records och har släppt tre album.
Daniel Lanois och Talk Talk är några av gruppens influenser.
I juli 2013 annonserade skivbolaget Tapete Records att TGO släpper ny skiva 11 oktober. 

## Diskografi
Album
- 2006: This Is Nowhere to Be Found (Tapete Records)
- 2008: Beyond the Brightness (Tapete Records)
- 2010: In the Midst of Your Drama (Tapete Records)
- 2013: Don't Look Back Into The Darkness (Tapete Records)

Singlar och EP
- 2005: Location EP (It's a Trap!)
- 2006: "Don't Drop Off/So Be It" 7"
- 2006: "Get Out" CDS
- 2010: "Be Steady" CDS

Samlingsskivor
- Something Must Break Volume One
- It's a Trap! readers Companion Volume Two
- SPEX CD #69
- Tapete 100
- Did You D:qliq?
- Acoustic Songs 2
- This is Tapete Records!